# Geeving
Geeving è il primo album in studio della band canadese Abandon All Ships, pubblicato il 5 ottobre 2010 dall'etichetta discografica Rise Records.

## Tracce
1. Bro My God – 2:34
2. Geeving (feat. Jhevon Paris) – 2:36
3. Megawacko2.1 – 3:51
4. When Dreams Become Nightmares – 3:51
5. Srange Love – 1:07
6. Family Goretrait (feat. Rody Walker) – 3:14
7. Guardian Angel (feat. Lena Katina) – 4:09
8. Structures – 3:35
9. Heaven – 3:30
10. Take One Last Breath – 3:39

## Formazione
Abandon All Ships
- Angelo Aita – voce, composizione
- Martin Broda – voce, chitarra basso, composizione
- Kyler Stephen Browne – chitarra
- Andrew Paiano – chitarra, chitarra basso, batteria, composizione
- Daniel Paiano – batteria, percussioni, composizione
- Sebastian Cassisi-Nunez – sintetizzatore, tastiera, programmazione, composizione

Musicisti ospiti
- Jhevon Paris – artista ospite nella traccia 2
- Rody Walker – artista ospite nella traccia 6
- Lena Katina – artista ospite nella traccia 7

Produzione
- Mark Spicoluk – composizione, produzione
- Boris Renskij – produzione
- Anthony Calabretta – produzione, progettazione, missaggio
- João Carvalho – mastering
- Sven Martin – progettazione
- Zachary Ramsey – fotografia
- Andrew Paiano – missaggio